# Ben Cardin
Benjamin Louis "Ben" Cardin, född 5 oktober 1943 i Baltimore, är en amerikansk demokratisk politiker. Han efterträdde Paul Sarbanes som ledamot av USA:s senat från Maryland i januari 2007.

## Biografi
Cardin var ledamot av Marylands delegathus 1969-1987. I 1986 års kongressval bestämde sig Barbara Mikulski, som var ledamot av USA:s representanthus från Maryland, att kandidera till senaten. Cardin lyckades vinna Mikulskis mandat i representanthuset.
När senator Sarbanes lämnade senaten, blev demokraternas primärval i Maryland mycket jämnt. Cardin vann med 44% av rösterna mot 40% för tidigare NAACP-chefen  Kweisi Mfume. I själva kongressvalet besegrade Cardin republikanen Michael Steele med 54% mot 44% av rösterna för Steele. I representanthuset efterträddes Cardin av Paul Sarbanes son John Sarbanes.
Den 1 maj 2023 meddelade han att han skulle gå i pension och inte kandidera för omval 2024.
Den 27 september 2023 efterträdde han Bob Menendez som ordförande i senatens utrikeskommitté. Även under perioden april 2015 till februari 2018 ersatte han Menendez på denna post.
Cardin är judisk.

## Privatliv
Cardin gifte sig med Myrna Edelman år 1964. De har en dotter, Deborah. Deras son Michael begick självmord den 24 mars 1998 vid 30 års ålder.